# Miss Polonia
Miss Polonia es un concurso de belleza nacional en Polonia para seleccionar a la representante oficial del país en los certámenes Miss Mundo, Miss Tierra, Miss Grand Internacional, Miss Intercontinental y Miss Charm. Este es el concurso de belleza más antiguo de Polonia.

## Historia
A partir de 1927, las ganadoras ingresan a Miss Europa. Tradicionalmente, la ganadora de Miss Polonia representaba a Polonia en Miss Mundo y Miss Universo.
La edición de 1984 del Miss Polonia tuvo múltiples problemas con acusaciones de manipulación. Se hicieron acusaciones antes del evento que llevaron a un boicot. Siguió más controversia cuando Joanna Karska fue elegida inicialmente como ganadora del concurso. La votación final se realizó por segunda vez y Magdalena Jaworska acabó siendo declarada ganadora.
En la edición de 1987 del concurso hubo más polémica. La ganadora del concurso, Monika Nowosadko, quedó en primer lugar con los 10 jueces masculinos y en último lugar con las 5 jueces femeninas.
En 2007, Miss Mundo le quitó la franquicia a Miss Polonia y la devolvió al concurso nacional no relacionado Miss Polski. Desde entonces, las ganadoras de Miss Polonia representan a Polonia en Miss Universo y las finalistas representan a Polonia en Miss Europa, Miss Internacional, Miss Tierra y Miss Mar Báltico. Tanto el concurso de Miss Europa como el de Miss Mar Báltico fueron descontinuados en 2007 y 2008 respectivamente y, como resultado, las ganadoras y finalistas representan al país en Miss Universo, Miss Internacional y Miss Tierra.
Desde 2015, Miss Polonia perdió las franquicias de Miss Tierra y Miss Internacional. Hasta el momento sólo ha enviado a su ganadora al certamen de Miss Universo.
En 2016, después de una pausa de 3 años, el certamen Miss Polonia regresó y en octubre se seleccionó la nueva ganadora. La ganadora representó a Polonia en Miss Universo 2016.
En 2018, el Miss Polonia fue propietario oficial de la franquicia de Miss Universo, Miss Mundo y Miss Grand Internacional.
En 2019, Miss Polonia obtuvo la franquicia del certamen Miss Intercontinental y renunció a su franquicia de Miss Universo, después de eso, la franquicia de Miss Universo pasó a manos de Miss Polski.
En 2020, Miss Polonia obtuvo la licencia Miss Charm.
Después de 7 años, Miss Polonia posee la franquicia Miss Tierra en 2022.

## Ganadoras
Nota: concurso no celebrado en 1931, 1933-1956, 1959-1982, 2014-2015.
Las ganadoras de 1932, 1934 y 1937 fueron seleccionadas en Francia para representar a Polonia en Miss Europa.
| Año  | Miss Polonia                  | Voivodato                         |
| ---- | ----------------------------- | --------------------------------- |
| 1927 | Aniela Bogucka †              | Varsovia, Mazovia                 |
| 1929 | Władysława Kostakówna †       | Varsovia, Mazovia                 |
| 1930 | Zofia Batycka †               | Lwów, Léopolis***                 |
| 1932 | Zofia Dobrowolska †           | Poznan, Gran Polonia              |
| 1934 | Maria Żabkiewiczówna †        | Wilno, Wilno****                  |
| 1937 | Józefina Kaczmarkiewiczówna † | Varsovia, Mazovia                 |
| 1956 | Krystyna Łobodzińska          | Cracovia, Pequeña Polonia         |
| 1957 | Alicja Bobrowska              | Cracovia, Pequeña Polonia         |
| 1958 | Zuzanna Cembrowska            | Varsovia, Mazovia                 |
| 1983 | Lidia Wasiak                  | Szczecin, Pomerania Occidental    |
| 1984 | Magdalena Jaworska †          | Varsovia, Mazovia                 |
| 1985 | Katarzyna Zawidzka            | Gorzów Wielkopolski, Lubusz       |
| 1986 | Renata Fatla                  | Bielsko-Biała, Silesia            |
| 1987 | Monika Nowosadko              | Kołobrzeg, Pomerania Occidental   |
| 1988 | Joanna Gapińska               | Szczecin, Pomerania Occidental    |
| 1989 | Aneta Kręglicka               | Gdansk, Pomerania                 |
| 1990 | Joanna Michalska              | Varsovia, Mazovia                 |
| 1991 | Karina Wojciechowska          | Mysłowice, Silesia                |
| 1992 | Ewa Wachowicz                 | Klęczany, Pequeña Polonia         |
| 1993 | Aleksandra Spieczyńska        | Breslavia, Baja Silesia           |
| 1994 | Jadwiga Flank                 | Bielsko-Biała, Silesia            |
| 1995 | Ewa Tylecka                   | Dzierżoniów, Baja Silesia         |
| 1996 | Agnieszka Zielińska           | Poznan, Gran Polonia              |
| 1997 | Roksana Jonek                 | Mikołów, Silesia                  |
| 1998 | Izabela Opęchowska            | Biskupiec, Varmia y Masuria       |
| 1999 | Marta Kwiecień                | Lublin, Lublin                    |
| 2000 | Justyna Bergmann              | Grudziądz, Cuyavia y Pomerania    |
| 2001 | Joanna Drozdowska             | Szczecin, Pomerania Occidental    |
| 2002 | Marta Matyjasik               | Zgorzelec, Baja Silesia           |
| 2003 | Karolina Gorazda              | Cracovia, Pequeña Polonia         |
| 2004 | Katarzyna Borowicz            | Ostrów Wielkopolski, Gran Polonia |
| 2005 | Malwina Ratajczak             | Krapkowice, Opole                 |
| 2006 | Marzena Cieślik               | Wolin, Pomerania Occidental       |
| 2007 | Barbara Tatara                | Lodz, Lodz                        |
| 2008 | Angelika Jakubowska           | Lubań, Baja Silesia               |
| 2009 | Maria Nowakowska              | Legnica, Baja Silesia             |
| 2010 | Rozalia Mancewicz             | Białystok, Podlaquia              |
| 2011 | Marcelina Zawadzka            | Malbork, Pomerania                |
| 2012 | Paulina Krupińska             | Varsovia, Mazovia                 |
| 2016 | Izabella Krzan                | Olsztyn, Varmia y Masuria         |
| 2017 | Agata Biernat                 | Zduńska Wola, Lodz                |
| 2018 | Milena Sadowska               | Babice, Oświęcim, Pequeña Polonia |
| 2019 | Karolina Bielawska            | Lodz, Lodz                        |
| 2020 | Natalia Gryglewska            | Częstochowa, Silesia              |
| 2022 | Krystyna Sokołowska           | Białystok, Podlaquia              |
| 2023 | Ewa Jakubiec                  | Breslavia, Baja Silesia           |
| 2024 | Maja Klajda                   | Łęczna, Lublin                    |
| 2025 | Maja Todd                     | Katowice, Silesia                 |

## Representación internacional

### Miss Mundo Polonia
: Declarada como ganadora
     : Terminó como finalista
     : Terminó como una de las semifinalistas o cuartofinalistas
     : Terminó como ganadora de premios especiales
Miss Polonia comenzó a ser titular de la franquicia en 1983, de 1983 a 2007 Miss Polonia seleccionaba a la ganadora o finalista para el concurso Miss Mundo. De 2007 a 2014 se vendió la licencia de Miss Mundo a Miss Polski y entre 2015 y 2017 el concurso Miss Mundo Polonia seleccionó de forma independiente a la ganadora del Miss Mundo. A partir de 2018 Miss Polonia volvió a ser titular de la franquicia del Miss Mundo.
| Año                | Voivodato | Miss Mundo Polonia | Posición en Miss Mundo | Premios especiales |
| ------------------ | --- | --- | --- | --- |
| 2026               | Silesia | Maja Todd | Por competir | Por competir |
| 2025               | Baja Silesia | Maja Klajda | Segunda finalista | - Multimedia (Top 20) - Talento (Top 48) |
| 2023               | Podlaquia | Krysia Sokolowska | No clasificó | - Talento (Top 23) |
| 2022               | Miss Mundo 2021 se reprogramó para el 16 de marzo de 2022 debido al brote de pandemia de COVID-19 en Puerto Rico, no comenzó ninguna edición en 2022 | Miss Mundo 2021 se reprogramó para el 16 de marzo de 2022 debido al brote de pandemia de COVID-19 en Puerto Rico, no comenzó ninguna edición en 2022 | Miss Mundo 2021 se reprogramó para el 16 de marzo de 2022 debido al brote de pandemia de COVID-19 en Puerto Rico, no comenzó ninguna edición en 2022 | Miss Mundo 2021 se reprogramó para el 16 de marzo de 2022 debido al brote de pandemia de COVID-19 en Puerto Rico, no comenzó ninguna edición en 2022 |
| 2021               | Lodz | Karolina Bielawska | Miss Mundo 2021 | - Top Model (Top 13) |
| 2020               | Debido al impacto de la pandemia de COVID-19, no hubo concurso en 2020                                                                               | Debido al impacto de la pandemia de COVID-19, no hubo concurso en 2020                                                                               | Debido al impacto de la pandemia de COVID-19, no hubo concurso en 2020                                                                               | Debido al impacto de la pandemia de COVID-19, no hubo concurso en 2020                                                                               |
| 2019               | Pequeña Polonia | Milena Sadowska | Top 40 | - Top Model (Top 40) |
| 2018               | Lodz | Agata Biernat | No clasificó | - Talento (3.ª finalista) - Top Model (Top 32) - Deportes (Top 24)                                                                                   |
| Miss Polski        | | | | |
| 2017               | Varmia-Masuria | Magdalena Bieńkowska | Top 40 | - Top Model (Top 30) |
| Miss Mundo Polonia | | | | |
| 2016               | Mazovia | Kaja Klimkiewicz | No clasificó | - Talento (Top 21) |
| 2015               | Pomerania | Marta Kaja Pałucka | Top 20 | - Top Model (Top 30) |
| Miss Polski        | | | | |
| 2014               | Lodz | Ada Sztajerowska | No clasificó | |
| 2013               | Pequeña Polonia | Katarzyna Krzeszowska | No clasificó | |
| 2012               | Pomerania Occidental | Weronika Szmajdzińska | No clasificó | - Top Model (1.ª finalista) |
| 2011               | Pomerania Occidental | Angelika Natalia Ogryzek | No clasificó | |
| 2010               | Lubusz | Agata Szewiola | No clasificó | |
| 2009               | Pomerania | Anna Jamróz | Top 16 | |
| 2008               | Pomerania Occidental | Klaudia Maria Ungerman | No clasificó | |
| 2007               | Lubusz | Karolina Zakrzewska | No clasificó | |
| Miss Polonia       | | | | |
| 2006               | Pomerania Occidental | Marzena Cieslik | No clasificó | - Belleza Playera (Top 10) |
| 2005               | Opole | Malwina Ratajczak | No clasificó | |
| 2004               | Gran Polonia | Katarzyna Weronika Borowicz | Top 5 | - Top Model (Top 20) |
| 2003               | Pequeña Polonia | Karolina Gorazda | No clasificó | - Belleza Playera (Top 10) |
| 2002               | Baja Silesia | Marta Matyjasik | No clasificó | |
| 2001               | Pomerania Occidental | Joanna Drozdowska | No clasificó | |
| 2000               | Cuyavia y Pomerania | Justyna Bergmann | No clasificó | |
| 1999               | Lublin | Marta Kwiecień | No clasificó | |
| 1998               | Varmia y Masuria | Izabela Opęchowska | No clasificó | |
| 1997               | Silesia | Roksana Jonek | No clasificó | |
| 1996               | Gran Polonia | Agnieszka Zielinska | No clasificó | |
| 1995               | Baja Silesia | Ewa Jzabella Tylecka | No clasificó | |
| 1994               | Silesia | Jadwiga Flank | No clasificó | |
| 1993               | Baja Silesia | Alexandra Spieczynska | No clasificó | |
| 1992               | Pequeña Polonia | Ewa Wachowicz | Top 5 | |
| 1991               | Silesia | Karina Wojciechowska | No clasificó | |
| Miss Polski        | | | | |
| 1990               | Mazovia | Ewa Maria Szymczak | Top 10 | |
| Miss Polonia       | | | | |
| 1989               | Pomerania | Aneta Kręglicka | Miss Mundo 1989 | |
| 1988               | Pomerania Occidental | Joanna Gapinska | No clasificó | |
| 1987               | Pomerania Occidental | Monika Ewa Nowosadko | Top 6 | |
| 1986               | Silesia | Renata Fatla | No clasificó | |
| 1985               | Lubusz | Katarzyna Dorota Zawidzka | Top 15 | |
| 1984               | Mazovia | Magdalena Jaworska | No clasificó | |
| 1983               | Pomerania Occidental | Lidia Wasiak | No clasificó | |

### Miss Grand Polonia
: Declarada como ganadora
     : Terminó como finalista
     : Terminó como una de las semifinalistas o cuartofinalistas
     : Terminó como ganadora de premios especiales
| Año                                   | Voivodato              | Miss Grand Polonia    | Posición en Miss Grand Internacional | Premios especiales                |
| ------------------------------------- | ---------------------- | --------------------- | ------------------------------------ | --------------------------------- |
| 2023                                  | Voivodato de Pomerania | Kornelia Gołębiewska  | No clasificó                         |                                   |
| 2022                                  | Silesia                | Natalia Gryglewska    | No clasificó                         |                                   |
| 2021                                  | No compitió            | No compitió           | No compitió                          | No compitió                       |
| 2020                                  | Pequeña Polonia        | Milena Sadowska       | No clasificó                         |                                   |
| 2020                                  | Silesia                | Karina Nowak          | No compitió                          | No compitió                       |
| 2019                                  | Lodz                   | Patrycja Woźniak      | No clasificó                         |                                   |
| 2018                                  | Pomerania Occidental   | Malwina Ratajczyk     | No clasificó                         |                                   |
| 2017                                  | No compitió            | No compitió           | No compitió                          | No compitió                       |
| Representantes polacas de Miss Polski |                        |                       |                                      |                                   |
| 2016                                  | Podlaquia              | Marta Redo            | No clasificó                         |                                   |
| 2015                                  | Pequeña Polonia        | Katarzyna Krzeszowska | Top 20                               |                                   |
| 2014                                  | Pomerania Occidental   | Angelika Ogryzek      | Top 10                               | - Mejor en Traje de Baño (Top 25) |
| 2013                                  | Podlaquia              | Anna Moniuszko        | No clasificó                         |                                   |

### Miss Intercontinental Polonia
: Declarada como ganadora
     : Terminó como finalista
     : Terminó como una de las semifinalistas o cuartofinalistas
     : Terminó como ganadora de premios especiales
| Año  | Voivodato                                                              | Miss Intercontinental Polonia                                          | Posición en Miss Intercontinental                                      | Premios especiales                                                     |
| ---- | ---------------------------------------------------------------------- | ---------------------------------------------------------------------- | ---------------------------------------------------------------------- | ---------------------------------------------------------------------- |
| 2023 | Pomerania                                                              | Kornelia Gołębiewska                                                   | Top 22                                                                 |                                                                        |
| 2022 | Cuyavia y Pomerania                                                    | Klaudia Andrzejewska                                                   | No clasificó                                                           |                                                                        |
| 2021 | Cuyavia y Pomerania                                                    | Faustyna Wespińska                                                     | No clasificó                                                           |                                                                        |
| 2020 | Debido al impacto de la pandemia de COVID-19, no hubo concurso en 2020 | Debido al impacto de la pandemia de COVID-19, no hubo concurso en 2020 | Debido al impacto de la pandemia de COVID-19, no hubo concurso en 2020 | Debido al impacto de la pandemia de COVID-19, no hubo concurso en 2020 |
| 2019 | Mazovia                                                                | Martyna Górak                                                          | No clasificó                                                           |                                                                        |

### Miss Charm Polonia
: Declarada como ganadora
     : Terminó como finalista
     : Terminó como una de las semifinalistas o cuartofinalistas
     : Terminó como ganadora de premios especiales
| Año  | Voivodato    | Miss Charm Polonia | Posición en Miss Charm | Premios especiales |
| ---- | ------------ | ------------------ | ---------------------- | ------------------ |
| 2024 | Gran Polonia | Adrianna Koperska  | No clasificó           |                    |
| 2023 | Lublin       | Sylwia Bober       | Top 20                 |                    |

## Franquicias anteriores

### Miss Universo Polonia
: Declarada como ganadora
     : Terminó como finalista
     : Terminó como una de las semifinalistas o cuartofinalistas
     : Terminó como ganadora de premios especiales
La principal de Miss Polonia representa a su país en Miss Universo. Ya que Miss Polonia es la única que tiene la franquicia de la Organización Miss Universo, en ocasiones la organización designaba a la finalista o concursante para ser «Miss Universo Polonia». Desde 2019, la ganadora de Miss Polski compite en Miss Universo.
| Año                           | Voivodato                             | Miss Polski                     | Posición en Miss Universo | Premios especiales |
| ----------------------------- | ------------------------------------- | ------------------------------- | ------------------------- | ------------------ |
| 2018                          | Santa Cruz                            | Magdalena Swat                  | Top 20                    |                    |
| 2017                          | Lodz                                  | Katarzyna Włodarek              | No clasificó              |                    |
| 2016                          | Varmia y Masuria                      | Izabella Krzan                  | No clasificó              |                    |
| 2015                          | Pomerania Occidental                  | Weronika Szmajdzińska           | No clasificó              |                    |
| 2014                          | Pequeña Polonia                       | Marcela Chmielowska             | No clasificó              |                    |
| 2013                          | Mazovia                               | Paulina Krupińska               | No clasificó              | - Miss Fotogénica  |
| 2012                          | Pomerania                             | Marcelina Zawadzka              | Top 16                    |                    |
| 2011                          | Podlaquia                             | Rozalia Mancewicz               | No clasificó              |                    |
| 2010                          | Baja Silesia                          | Maria Nowakowska                | No clasificó              |                    |
| 2009                          | Baja Silesia                          | Angelika Jakubowska             | No clasificó              |                    |
| 2008                          | Lodz                                  | Barbara Tatara                  | No clasificó              |                    |
| 2007                          | Mazovia                               | Dorota Gawron                   | No clasificó              |                    |
| 2006                          | Mazovia Comunidad polaca en Venezuela | Francys Mayela Barraza Sudnicka | No clasificó              |                    |
| 2005                          | Cuyavia y Pomerania                   | Marta Kossakowska               | No clasificó              |                    |
| 2004                          | Subcarpacia                           | Paulina Panek                   | No clasificó              |                    |
| 2003                          | Santa Cruz                            | Iwona Makuch                    | No clasificó              |                    |
| 2002                          | Pomerania Occidental                  | Joanna Drozdowska               | No clasificó              |                    |
| 2001                          | Mazovia                               | Monika Gruda                    | No clasificó              |                    |
| 2000                          | Varmia y Masuria                      | Emilia Ewelina Raszynska        | No clasificó              |                    |
| 1999                          | Lublin                                | Katarzyna Pakula                | No clasificó              |                    |
| 1998                          | Pomerania                             | Sylwia Małgorzata Kupiec        | No clasificó              |                    |
| 1997                          | Gran Polonia                          | Agnieszka Zielińska             | No clasificó              |                    |
| 1996                          | Pomerania                             | Monika Chróścicka-Wnętrzak      | No clasificó              |                    |
| 1995                          | Silesia                               | Magdalena Pęcikiewicz           | No clasificó              |                    |
| 1994                          | Pomerania Occidental                  | Joanna Brykczyńska              | No clasificó              |                    |
| 1993                          | Varmia y Masuria                      | Marzenna Wolska                 | No clasificó              |                    |
| 1992                          | Lublin                                | Izabela Filipowska              | No clasificó              |                    |
| 1991                          | Mazovia                               | Joanna Michalska                | No clasificó              |                    |
| 1990                          | Lodz                                  | Małgorzata Obieżalska           | No clasificó              |                    |
| 1989                          | Pomerania Occidental                  | Joanna Gapińska                 | Tercera finalista         |                    |
| No compitió entre 1987 y 1988 |                                       |                                 |                           |                    |
| 1986                          | Mazovia                               | Brygida Elżbieta Bziukiewicz    | Tercera finalista         |                    |
| 1985                          | Lubusz                                | Katarzyna Zawidzka              | No clasificó              |                    |
| 1984                          | Mazovia                               | Joanna Karska                   | No clasificó              |                    |
| No compitió entre 1960 y 1983 |                                       |                                 |                           |                    |
| 1959                          | Mazovia                               | Zuzanna Cembrowska              | Top 16                    |                    |
| 1958                          | Mazovia                               | Alicja Bobrowska                | Cuarta finalista          |                    |

### Miss Internacional Polonia
: Declarada como ganadora
     : Terminó como finalista
     : Terminó como una de las semifinalistas o cuartofinalistas
     : Terminó como ganadora de premios especiales
Al principio, la ganadora de Miss Juwenaliów 1959 participó en Miss Internacional. Desde 1985, Miss Internacional Polonia será seleccionada por Miss Polonia, Miss Polski o una de las finalistas de Miss Polonia o Miss Polski. A partir de 2015, la franquicia Miss Internacional está a cargo de la Organización Miss Polski.
| Año                                                 | Voivodato            | Miss Polski                 | Posición en Miss Internacional | Premios especiales |
| --------------------------------------------------- | -------------------- | --------------------------- | ------------------------------ | ------------------ |
| 2014                                                | Mazovia              | Zaneta Pludowska            | No clasificó                   |                    |
| 2013                                                | Mazovia              | Katarzyna Oracka            | No clasificó                   |                    |
| 2012                                                | Podlaquia            | Rozalia Mancewicz           | No clasificó                   |                    |
| Representante de Miss Polonia del voivodato de Łódź |                      |                             |                                |                    |
| 2011                                                | Mazovia              | Adrianna Olga Wojciechowska | No clasificó                   |                    |
| Representantes de Miss Polonia                      |                      |                             |                                |                    |
| 2010                                                | Pomerania Occidental | Zaneta Sitko                | No clasificó                   |                    |
| 2009                                                | Baja Silesia         | Angelika Jakubowska         | No clasificó                   |                    |
| 2008                                                | Pomerania Occidental | Anna Maria Tarnowska        | Segunda finalista              |                    |
| 2007                                                | Mazovia              | Dorota Gawron               | No clasificó                   |                    |
| 2006                                                | Mazovia              | Marta Jakoniuk              | No clasificó                   |                    |
| 2005                                                | Podlaquia            | Monika Szeroka              | No clasificó                   |                    |
| 2004                                                | Mazovia              | Marta Matyjasik             | No clasificó                   |                    |
| 2003                                                | No compitió          | No compitió                 | No compitió                    | No compitió        |
| Miss Lata z Radiem                                  |                      |                             |                                |                    |
| 2002                                                | Opole                | Monika Angermann            | Top 12                         |                    |
| Representantes de Miss Polonia                      |                      |                             |                                |                    |
| 2001                                                | Varmia y Masuria     | Malgorzata Rozniecka        | Miss Internacional 2001        |                    |
| 2000                                                | Varmia y Masuria     | Ewelina Raszynska           | No clasificó                   |                    |
| Miss Lata z Radiem                                  |                      |                             |                                |                    |
| 1999                                                | Cuyavia y Pomerania  | Adrianna Gerczew            | Top 12                         |                    |
| Representantes polacas de Miss Polonia              |                      |                             |                                |                    |
| 1998                                                | Lublin               | Agnieszka Osińska           | Top 12                         |                    |
| 1997                                                | Pomerania            | Agnieszka Beata Myko        | Top 12                         |                    |
| 1996                                                | Silesia              | Monika Marta Adamek         | No clasificó                   |                    |
| 1995                                                | No compitió          | No compitió                 | No compitió                    | No compitió        |
| 1994                                                | Cuyavia y Pomerania  | Ilona Felicjanska           | No clasificó                   |                    |
| Miss Polski                                         |                      |                             |                                |                    |
| 1993                                                | Cuyavia y Pomerania  | Agnieszka Pachalko          | Miss Internacional 1993        |                    |
| 1992                                                | Silesia              | Elzbieta Jadwiga Dziech     | No clasificó                   |                    |
| 1991                                                | Baja Silesia         | Agnieszka Kotlarska         | Miss Internacional 1991        |                    |
| 1990                                                | Pomerania            | Ewa Maria Szymczak          | Top 10                         |                    |
| Miss Polonia                                        |                      |                             |                                |                    |
| 1989                                                | Pomerania Occidental | Aneta Kreglicka             | Primera finalista              |                    |
| 1988                                                | No compitió          | No compitió                 | No compitió                    | No compitió        |
| 1987                                                | Pomerania Occidental | Monika Nowosadko            | No clasificó                   |                    |
| 1986                                                | Silesia              | Renata Fatla                | No clasificó                   |                    |
| 1985                                                | Lubusz               | Katarzyna Zawidzka          | Top 15                         |                    |
| Miss Juwenaliów                                     |                      |                             |                                |                    |
| No compitió entre 1961 y 1984                       |                      |                             |                                |                    |
| 1960                                                | Pequeña Polonia      | Marzena Malinowska          | Top 15                         |                    |

### Miss Europa Polonia
: Declarada como ganadora
     : Terminó como finalista
     : Terminó como una de las semifinalistas o cuartofinalistas
     : Terminó como ganadora de premios especiales
La ganadora de Miss Polonia también competía en el certamen de Miss Europa.
| Año                                                                                         | Voivodato                   | Miss Europa Polonia         | Posición en Miss Europa  | Premios especiales       |
| ------------------------------------------------------------------------------------------- | --------------------------- | --------------------------- | ------------------------ | ------------------------ |
| 2006                                                                                        | Gran Polonia                | Katarzyna Weronika Borowicz | Tercera finalista        |                          |
| 2005                                                                                        | Pequeña Polonia             | Karolina Gorazda            | Top 12                   |                          |
| 2004                                                                                        | No hubo concurso en 2004    | No hubo concurso en 2004    | No hubo concurso en 2004 | No hubo concurso en 2004 |
| 2003                                                                                        | Baja Silesia                | Marta Matyjasik             | Cuarta finalista         | Miss Fotogénica          |
| Miss Lata z Radiem                                                                          |                             |                             |                          |                          |
| 2002                                                                                        | Opole                       | Monika Angermann            | Top 10                   |                          |
| 2001                                                                                        | Cuyavia y Pomerania         | Adriana Gerczew             | Primera finalista        |                          |
| Representantes de Miss Polonia                                                              |                             |                             |                          |                          |
| 2000                                                                                        | No hubo concurso en 2000    | No hubo concurso en 2000    | No hubo concurso en 2000 | No hubo concurso en 2000 |
| 1999                                                                                        | Gran Polonia                | Agnieszka Stolarczyk        | No clasificó             |                          |
| 1998                                                                                        | No hubo concurso en 1998    | No hubo concurso en 1998    | No hubo concurso en 1998 | No hubo concurso en 1998 |
| 1997                                                                                        | Gran Polonia                | Agnieszka Zielinska         | Segunda finalista        |                          |
| 1996                                                                                        | Silesia                     | Agata Dworniczek            | No clasificó             |                          |
| 1995                                                                                        | Silesia                     | Magdalena Pęcikiewicz       | No clasificó             |                          |
| 1994                                                                                        | Gran Polonia                | Serafina Makowska           | No clasificó             |                          |
| 1993                                                                                        | Pomerania Occidental        | Dorota Wrobel               | No clasificó             |                          |
| Representantes de Miss Polski                                                               |                             |                             |                          |                          |
| 1992                                                                                        | Gran Polonia                | Jana Fabian                 | No clasificó             |                          |
| 1991                                                                                        | Mazovia                     | Ewa Maria Szymczak          | Top 13                   |                          |
| Representantes de Miss Polonia                                                              |                             |                             |                          |                          |
| 1990                                                                                        | No hubo concurso en 1990    | No hubo concurso en 1990    | No hubo concurso en 1990 | No hubo concurso en 1990 |
| 1989                                                                                        | No hubo concurso en 1989    | No hubo concurso en 1989    | No hubo concurso en 1989 | No hubo concurso en 1989 |
| 1988                                                                                        | Pomerania Occidental        | Ewa Monika Nowosadko        | Primera finalista        |                          |
| 1987                                                                                        | No hubo concurso en 1987    | No hubo concurso en 1987    | No hubo concurso en 1987 | No hubo concurso en 1987 |
| 1986                                                                                        | No hubo concurso en 1986    | No hubo concurso en 1986    | No hubo concurso en 1986 | No hubo concurso en 1986 |
| 1985                                                                                        | Mazovia                     | Magdalena Jaworska          | No clasificó             |                          |
| 1984                                                                                        | Pomerania Occidental        | Lidia Wasiak                | No clasificó             |                          |
| Representantes de Miss Polonia Francia                                                      |                             |                             |                          |                          |
| 1954                                                                                        | Comunidad polaca en Francia | Kazimiera Klimczak          | No clasificó             |                          |
| Representantes polacas de Miss Polonia                                                      |                             |                             |                          |                          |
| No compitió entre 1938-1953, no compitió entre 1939-1947 debido a la Segunda Guerra Mundial |                             |                             |                          |                          |
| 1937                                                                                        | Mazovia                     | Józefa Kaczmarkiewicz       | No clasificó             |                          |
| 1936                                                                                        | No compitió en 1936         | No compitió en 1936         | No compitió en 1936      | No compitió en 1936      |
| 1935                                                                                        | No compitió en 1935         | No compitió en 1935         | No compitió en 1935      | No compitió en 1935      |
| 1934                                                                                        | Wilno***                    | Maria Zabkiewicz            | No clasificó             |                          |
| 1933                                                                                        | No compitió en 1933         | No compitió en 1933         | No compitió en 1933      | No compitió en 1933      |
| 1932                                                                                        | Gran Polonia                | Zofia Dobrowolska           | No clasificó             |                          |
| 1931                                                                                        | No compitió en 1931         | No compitió en 1931         | No compitió en 1931      | No compitió en 1931      |
| 1930                                                                                        | Lwów****                    | Zofia Batycka               | No clasificó             |                          |
| 1929                                                                                        | Mazovia                     | Władysława Kostakówna       | Primera finalista        |                          |
| 1928                                                                                        | No hubo concurso en 1928    | No hubo concurso en 1928    | No hubo concurso en 1928 | No hubo concurso en 1928 |
| 1927                                                                                        | Mazovia                     | Aniela Bogucka              | Primera finalista        |                          |

- (***) La ciudad de Wilno o Vilna pasa a formar parte de la Lituania independiente.
- (****) A partir de 1991 Lwów o Leópolis pasa a formar parte de la Ucrania independiente.